# Liste der denkmalgeschützten Objekte in Brand-Laaben
Die Liste der denkmalgeschützten Objekte in Brand-Laaben enthält die 4 denkmalgeschützten, unbeweglichen Objekte der niederösterreichischen Gemeinde Brand-Laaben im Bezirk St. Pölten-Land.

## Denkmäler
| Foto |                 | Denkmal                                                                                 | Standort                             | Beschreibung | Metadaten |
| ---- | --------------- | --------------------------------------------------------------------------------------- | ------------------------------------ | --- | --- |
| ja   | Datei hochladen | Pfarrhof HERIS-ID: 32465 Objekt-ID: 29572                                               | Brand 5 Standort KG: Brand           | | BDA-Hist.: Q37948128 Status: § 2a Stand der BDA-Liste: 2025-06-30 Name: Pfarrhof GstNr.: .10                                                                             |
| ja   | Datei hochladen | Kath. Pfarrkirche hl. Johannes der Täufer und Friedhof HERIS-ID: 32461 Objekt-ID: 29568 | Brand 7, bei Standort KG: Brand      | Der Chor des steinsichtigen Sakralbaues ist gotisch und hat einen 5⁄8-Schluss. Das dreijochige Langhaus ist barock. Der vorgestellte Westturm wurde 1708 errichtet, 1758 erhöht und erhielt sein Zeltdach um 1900. Die Sakristei unter Pultdach im Süden ist spätgotisch. | BDA-Hist.: Q37948083 Status: § 2a Stand der BDA-Liste: 2025-06-30 Name: Kath. Pfarrkirche hl. Johannes der Täufer und Friedhof GstNr.: .7, 50/1 Pfarrkirche Brand-Laaben |
| ja   | Datei hochladen | Johanni-Kapelle HERIS-ID: 32462 Objekt-ID: 29569                                        | neben Brand 8 Standort KG: Brand     | Der Giebelbau mit Putzdekor und Korbbogenöffnung stammt aus der Mitte des 19. Jahrhunderts, die Statue des hl. Nepomuks vom Ende des 18. Jahrhunderts. | BDA-Hist.: Q37948090 Status: § 2a Stand der BDA-Liste: 2025-06-30 Name: Johanni-Kapelle GstNr.: 175/2                                                                    |
| ja   | Datei hochladen | Schilling-Kapelle HERIS-ID: 32449 Objekt-ID: 29556                                      | neben Laaben 177 Standort KG: Laaben | Der hl. Nepomuk in einer Wegkapelle stammt aus dem 18. Jahrhundert. Bezeichnet ist die Kapelle mit 1943. | BDA-Hist.: Q37948047 Status: § 2a Stand der BDA-Liste: 2025-06-30 Name: Schilling-Kapelle GstNr.: 83/13                                                                  |